# Byrdstown (Tennessee)
Byrdstown egy település az Amerikai Egyesült Államok Tennessee államában, Pickett megyében, melynek megyeszékhelye is. Lakosainak száma 798 fő (2020. április 1.).

## Népesség
A település népességének változása:

| 2010 | 803 |
| 2020 | 798 |